# Esther Qin
Esther Qin (Liuzhou, 18 de novembro de 1991) é uma saltadora australiana de origem chinesa, especialista no trampolim.

## Carreira

### Rio 2016
Qin representou seu país nos Jogos Olímpicos de Verão de 2016, na qual ficou em sexto lugar no trampolim individual.